# La Saga des sept soleils
La Saga des sept soleils (titre original : The Saga of Seven Suns) est une série littéraire de space opera en sept tomes écrite par Kevin J. Anderson, parus entre 2002 et 2008. Elle raconte la colonisation du bras spiral par l'humanité à la suite de sa rencontre avec les Ildirans, et sur fond de conflit entre d'anciennes races.

## Résumé

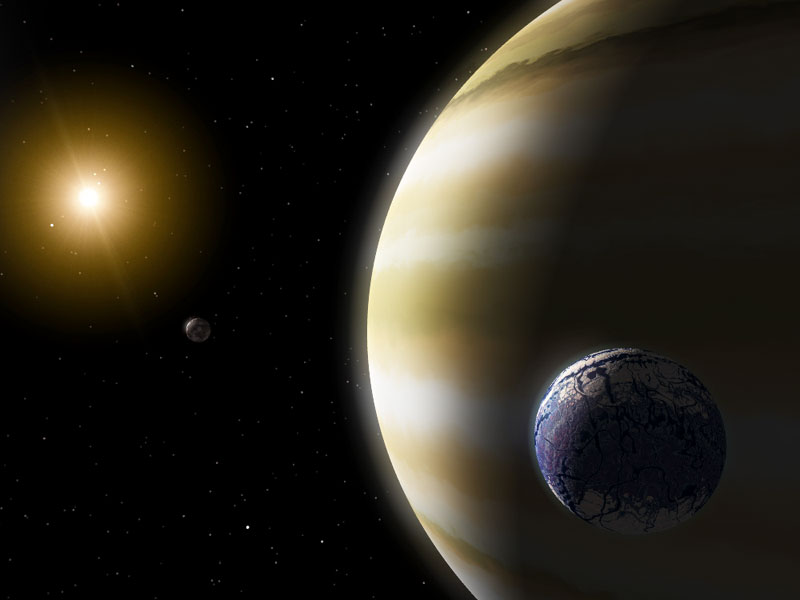
Une géante gazeuse et sa lune, telle que pourrait être Oncier.

En l'an 2100, la Terre, étouffée par une population grandissante, envoie onze immenses vaisseaux générationnels pour coloniser l'espace. Trois siècles plus tard, ils sont découverts par les Ildirans, un ancien peuple maîtrisant le voyage spatial supra-luminique. Les extraterrestres bienveillants offrent aux humains cette technologie, permettant la colonisation rapide de tout le bras spiral. Après la découverte d'une arme créée par une civilisation éteinte, les Klikiss, les humains enflamment une géante gazeuse, Oncier, sans se douter qu'ils réveillent par là une ancienne guerre d’ampleur galactique.

## Univers

### Peuples

#### Ligue Hanséatique terrienne
Après avoir obtenu la technologie du voyage interstellaire supraluminique des Ildirans, les principaux chefs d'entreprise terriens s'unirent et prirent le pas sur les gouvernements en fondant la ligue hanséatique terrienne, inspirée de la Hanse du Moyen-Âge. Regroupant la Terre et 79 autres colonies dispersées sur le bras spiral, la Hanse concentre les principales activités marchandes des humains. Bien qu'étant en principe dirigée par un roi, celui-ci n'est en réalité qu'un fantoche servant à donner un visage à l'organisation. Son chef effectif est le président de la Hanse, qui est aussi le commandant suprême des FTD (Forces Terriennes de Défense), chargées de la protection de l'intégrité des colonies.

#### Vagabonds
Les passagers du Kanaka, le dernier vaisseau générationnel lancé de la Terre furent déposés sur une planète habitable, par les Ildirans. Mais ils découvrirent bientôt que celle-ci abritait une maladie dévastatrices pour les cultures terriennes, et ils décidèrent de reprendre une vie errante à travers le bras spiral. Leur dispersion et leur manque de ressources primaire a développé chez eux une extrême inventivité et capacité d'adaptation.

#### Théroniens
Après avoir été secourus par les Ildirans, les passager du vaisseau générationnel furent déposés sur la planète Theroc. Ils découvrirent peu à peu que l'immense forêt qui recouvrait la planète formait une conscience collective avide de savoir et capable de fusionner avec certains humains, qui constituèrent les prêtres verts. Ceux-ci, à la suite d'un rituel, voient leur peau être imprégnée d'une algue verte qui leur fournit un surcroit d'énergie et les rend capables de ressentir l'esprit de la forêtmonde. Grâce aux capacités de communication instantanées des prêtres verts, Theroc a maintenu son indépendance vis-à-vis de la Hanse. 

#### Ildirans
Les Ildirans sont originaires d'Ildira, une planète illuminée par sept soleils qui ne connaît jamais la nuit. C'est une espèce polymorphe formée de nombreuses sous-espèces, les kiths, chacune dédiée à une fonction et reconnaissable par un son spécifique à la fin du prénom ('h pour les nobles, 'n pour les soldats...) ; ils sont également capables d'hybridation pour former des compétences spécifique ('hn, noble et soldats font des commandants militaires par exemple). Chaque membre est relié à l'ensemble de la communauté par le thisme, qui se concentre dans le Mage Imperator, leur chef suprême. Combiné à leur profonde aversion pour l'obscurité, le thisme rend les Ildirans particulièrement grégaires, ce qui les obligent à rassembler une masse critique d'Ildirans avant de pouvoir fonder une nouvelle colonie (une scission).

#### Peuples élémentaires
Peuplant la galaxie bien avant les humains et les Ildirans, les quatre peuples élémentaires se sont livrés à une guerre monstrueuse pendant des milliers d'années, dévastant la galaxie, et au terme de laquelle ils se sont trouvés à bout de force. Si le conflit est au début de la saga inconnu, la rancune animant chacun des anciens ennemis est encore bien présente et ne tarde pas à dégénérer à nouveau dans un affrontement d'ampleur
- Les Hydrogues : Ressemblant vaguement à du mercure, ces créatures vivent au cœur des géantes gazeuses. Adaptés aux fortes pressions et incapables de vivre sans elles, ils se battent à l’aide de vaisseaux en forme de sphères accolées à deux pyramides. Belliqueux, ils ne montrent que peu de compréhension à l'égard des autres races, et sont de fait extrêmement craints. À la suite de l'embrasement accidentel de l'un de leur monde par les humains, ils relancent une politique d'extermination vis à vis de leurs anciens ennemis.
- Les Faeros : Peu est connu à leur sujet. Ils vivent au cœur des étoiles et se battent dans des sphères brûlantes. Ils sont peu fiables et renversent souvent leurs alliances.
- Les Verdanis : Aussi appelés "forêtmonde", les Verdanis forment un peuple végétal doté d'une conscience unique. Pacifiques, ils s'allient pourtant avec les Wentals lors de la guerre élémentaire. Unis avec ceux-ci, ils constituent de puissants "vaisseaux-arbres" pour se battre. La fin de la guerre les voit agonisants et rescapés sur une planète solitaire, Théroc. Ce n'est qu’avec la colonisation humaine qu'ils peuvent reprendre leur expansion. Ils sont en effet capables de fusionner avec un humain (qui devient un prêtre vert), accordant à celui-ci l'accès à leur conscience. Les humains, en contrepartie, reprennent à leur compte la soif de savoir et d'expansion de la forêtmonde, la nourrissant d'informations et la dispersant à travers le bras spiral.
- Les Wentals : Les Wentals sont une sorte de force liée à l'eau. Alliés au Verdanis lors de la guerre, ils sont laissés pour disparus à la fin de celle-ci. Ce n'est que lorsque les Vagabonds se tournent vers les nuages de gaz stellaire pour récolter de l'ekti qu'ils sont redécouverts : l'un des collecteurs, Jesse Tamblyn, décide de collecter en sus du gaz de l'eau, qui est en réalité un Wental dispersé. Après avoir été libérés dans une planète océan, il rejoint les Verdanis pour rependre la guerre. Bien qu’étant tous connecté par une sorte de thélien, les Wentals ne forment pas une conscience collective unique comme les Verdanis. Chaque goutte qui se sépare de l'eau Wental devient indépendante, tout en restant connectée. Ils sont également capable de s'unir aux humains, mais le processus est très risqué et suppose une force de caractère et une volonté très pure de l’humain, qui forme dans le cas contraire un Wental corrompu.

#### Klikiss
Race insectoïde belliqueuse.
- Robots klikiss : inventés par les Klikiss pour servir de substituts lors des guerres tribales, ils se rebellent contre leurs maîtres et parviennent à les éliminer du bras spiral. Ils se désactivent ensuite pendant dix siècles et sont réveillés par les Ildirans.

### Personnages principaux
La saga est racontée du point de vue de nombreux personnages, plus ou moins importants au déroulement des évènements. Néanmoins, certains se distinguent par leur récurrence et leur importance.
- Basil Wencezlas : c'est le président de la Hanse, et à ce titre, l'homme le plus puissant du bras spiral. Il se sert du roi de la Hanse comme d'un substitut.
- Roi Peter : c'est le roi de la Hanse. Ancien habitant des quartiers pauvre, il est sélectionné par les services de la Hanse pour sa ressemblance avec le roi actuel et ses caractéristiques physiques et oratoires. Il ne sert que figure à la Hanse, et ne détient, du moins au début, aucun pouvoir réel.
- Jess Tamblyn : Vagabond du Clan Tamblyn, qui extrait l'eau de la planète glaciaire Plumas. C'est lui qui redecouvre les Wentals, lors d'une expédition pour récolter de l'hydrogène dans l'espace. Son frère aîné est la première victime des Hydrogues parmi les Vagabonds.
- Oratrice Cesca Peroni : en tant qu’Oratrice des Clans Vagabonds, elle est chargée de résoudre les conflits opposant les clans et de définir la politique extérieure de ceux-ci.
- Jora'h : Premier Attitré des Ildrians, c'est-à-dire premier fils du Mage Imperator, il est destiné à succéder à son père.

### Technologies
- Ekti : L'ekti est un allotrope d'hydrogène rare qui permet aux moteurs supraluminiques Ildrians de fonctionner. Il est récolté par des stations de collecte dans les nuages de planètes géantes gazeuses. Bien qu'étant à la base du transport interstellaire, les Ildirans comme la Hanse en ont délégué la production aux Vagabonds. À la suite de l'embargo hydrogue sur les planètes gazeuses, les moyens de transport de tous les peuples s'en trouvent fortement réduit et les Vagabonds sont forcés de tenter de le collecter sur des comètes, des nuages de gaz stellaire ou encore des planètes gelées.
- Flambeau klikiss : Le flambeau klikiss est une technologie permettant de transformer une géante gazeuse en étoile. Il crée un trou de ver qui permet de transférer une étoile à neutron au centre de la géante gazeuse, qui s'effondre sous son propre poids et consume alors son hydrogène, devenant de fait une étoile, bien qu'ayant une durée de vie plus limitée. Lors de sa redécouverte dans les ruines de la planète Corribus par les époux Colicos, il fut supposé que c'était un outil permettant la terraformation. Ce n'est qu'après l'apparition des hydrogues qu'il devient clair qu'il s'agissait d'une arme contre les créatures des géantes gazeuses.
- Télien : Le télien est une forme de communication qui relie tous les arbres de la forêtmonde. Il est décrit comme reposant sur des propriétés d'intrication quantique, lui permettant d'être instantané. Grâce à leur lien avec les arbres, les prêtres verts sont en mesure d'utiliser le télien pour communiquer. Le télien est, de par sa nature instantanée, la forme de communication la plus rapide et la plus sûre pour la race humaine, bien qu'elle soit conditionnée au bon vouloir des prêtres verts.
- Thisme : Le thisme est un lien invisible qui connecte tous les membres de l'espèce ildirane à leur chef, le Mage Imperator.

### Lieux
- La Terre
- Rendez-vous
- Ildria

## Livres

### Livre 1:L'Empire caché
L'Empire caché est le premier tome de la saga, sorti en 2002 en anglais et 2008 en français. 

Il met en place les différents protagonistes qui animeront la suite des romans.

### Livre 2:Une forêt d'étoiles
Une forêt d'étoiles est le deuxième tome de la saga, sorti en 2003 en anglais et 2009 en français. 

Cinq ans se sont écoulés depuis l'embargo hydrogue sur les géantes gazeuses, et les Vagabonds sont forcés de trouver de nouvelles sources d'ekti, alors que les Verdanis et les Faeros sortent de l'ombre pour rependre leur antique conflit avec les Hydrogues et les Wentals.

### Livre 3:Tempêtes sur l'horizon
Tempêtes sur l'horizon est le troisième tome de la saga, sorti en 2004 en anglais et 2009 en français. 

Alors que les voyages interstellaires sont de plus en plus coûteux du fait du manque d'ekti, la guerre renouvelée entre les peuples élémentaires s'étend à travers le bras spiral, éteignant les soleils et menaçant la survie des humains. La Hanse lance un nouveau programme de colonisation basé sur une technologie klikiss, tandis que le nouveau Mage Imperator Jora'h se prépare à prendre ses responsabilités.

### Livre 4:Soleils éclatés
Soleils éclatés est le quatrième tome de la saga, sorti en 2005 en anglais et 2010 en français. 

Sur Ildira, la première rébellion depuis 10 000 ans ébranle les fondations de l'empire. La guerre entre les Hydrogues et les Faeros se poursuit, tandis que la Hanse décide de traquer impitoyablement les Vagabonds pour les punir de leur indépendance.

### Livre 5:Ombres et Flammes
Ombres et Flammes est le cinquième tome de la saga, sorti en 2006 en anglais et 2010 en français. 

Le destin de la Hanse s'aggrave de plus en plus, alors que le monde de Theroc brûle et que à l'instigation des robots klikiss l'armée de robots soldats se révolte. Le Mage Imperator a accepté à contrecœur d'aider les Hydrogue dans leur guerre, et ceux-ci se préparent à lancer l'assaut final contre la Terre.

### Livre 6:Un essaim d'acier
Un essaim d'acier est le sixième tome de la saga, sorti en 2007 en anglais et 2011 en français. 

Les Hydrogues ont été défaits par l'alliance entre les FTD, les Vagabonds, les Ildirans, les Wentals et les Verdanis. Dans une tentative de retrouver l'autorité en miette de la Hanse, le président Wenceslas fait fuir le jeune roi Peter et son épouse, qui se réfugient sur Theroc et y jettent les fondations d'une confédération bientôt rejointe par les Vagabonds et de nombreuses colonies. Mais aux attaques incessantes des robots klikiss s'ajoute bientôt le retour des Klikiss, concepteurs de ceux-ci et des Faeros, venus embraser le bras spiral...

### Livre 7:Mondes en cendres
Mondes en cendres est le septième tome de la saga, sorti en 2008 en anglais et 2011 en français. 

Le président de la Hanse Basile Wenceslas, au bout de ses solutions, fait pression sur le roi Peter avec le propre frère de celui-ci, tandis que le frère du Mage Imperator Jora'h, Rusa'h, allié des Faeros, écrase Ildira et Theroc, laissant une trainée de ruines derrière eux...